# Oreohelix waltoni
Oreohelix waltoni е вид коремоного от семейство Oreohelicidae. Видът е световно застрашен, със статут Уязвим.

## Разпространение
Разпространен е в САЩ.